# Praia da Baforeira
Vista geral da zona da Baforeira
A Praia da Baforeira é uma praia balnear de uso suspenso situada a nascente da praia de São Pedro do Estoril, da qual está separada por um pontão e formações rochosas. Ladeada de arribas, a sua faixa de areia, estreita, limitava-se apenas a uma zona de risco no seu sopé, classificada como instável. O seu uso balnear foi suspenso a 4 de julho de 2017, devido à instabilidade destas e à inexistência de areal, que poderia comportar riscos de segurança para os seus utilizadores. Forma o limite poente da Zona de Interesse Biofísico das Avencas.
Possui um parque de estacionamento, no topo da arriba que lhe dá acesso, bem como um restaurante e bar.
O nome da praia deriva do latim tardio biferaria, com o significado de «figueira brava», étimo hoje em desuso na língua portuguesa.